# Bulbostylis lolokweensis
Bulbostylis lolokweensis är en halvgräsart som beskrevs av Bernard Verdcourt. Bulbostylis lolokweensis ingår i släktet Bulbostylis och familjen halvgräs. Inga underarter finns listade i Catalogue of Life.